# 乗数効果
乗数効果（じょうすうこうか、英: Multiplier effect）とは、一定の条件下において有効需要を増加させたときに、増加させた額より大きく国民所得が拡大する現象である。国民所得の拡大額÷有効需要の増加額を乗数という。マクロ経済学上の用語である。リチャード・カーンがもともとは雇用乗数として導入したが、ジョン・メイナード・ケインズがのちに投資乗数として発展させた。

## 概要
生産者（企業や政府）が投資を増やす→国民所得が増加する→消費が増える→国民所得が増える→さらに消費が増える→さらに国民所得が増加する→さらに消費が増える→・・・という経済上の効果を意味する。この増加のサイクルは投資の伸びに対して乗数（掛け算）的な伸びとなることから、乗数効果と呼ばれている。
ケインズ派の乗数理論においては、不完全雇用の経済が前提とされている。

## 数式で見る乗数効果

### 投資乗数
今各家計の可処分所得が1単位（たとえば一万円）増加したとき、平均してその割合βを消費し、1－βを貯蓄に回すとする。（0≦β≦1）。β、1－βはそれぞれ限界消費性向、限界貯蓄性向と呼ばれる。
さて、企業や国家の投資により、全家計の可処分所得の合計値がX円増加したとすると、家計はそのうちβX円だけ消費に回す。このβX円は企業の収入となり、それは給料として再び各家計に入る。すると家計はこのβX円のβ割にあたるβ2X円を消費に回す。このβ2X円は企業経由で再び家計に入り、家計はそのβ割にあたるβ3X円を消費に回す。以下、これが繰り返されるので、最終的に総消費は
{\displaystyle X+\beta X+\beta ^{2}X+\beta ^{3}X+\cdots ={\frac {X}{1-\beta }}}
増加する。
すなわち、最初に行われた投資Xの1/(1-β)倍分だけ消費が拡大する事になる。
例えばβ＝0.9であれば、1/(1-β)＝10倍も消費が拡大する。
この1/(1-β)の事を乗数といい、1/(1-β)倍消費が拡大する現象の事を乗数効果と呼ぶ。
なお最初に投資されたX円は、上述した乗数効果のサイクルのどこかの段階で家計の貯蓄となり、X円全てが貯蓄に回った段階でサイクルは終了する。従って消費が乗数倍されるのに対し、最終的な家計の貯蓄は投資額と同じX円である。

### 別の計算方法
乗数効果を異なる視点から導く事もできる。
今外国との輸出入がないとすれば、一国全体の総消費Yは家計の支出Cと政府の支出Gと企業の投資支出Iの総和になる(国内総生産)：
- {\displaystyle Y=C+G+I}

消費された金額Yは利益として企業に入り、そして給料の形で家計へと戻ってくる。すなわち、総消費Yは家計の所得の合計値に等しい。
限界消費性向βの定義より、家計は所得Yうち割合βを支出する。すなわち、
- {\displaystyle C=\beta Y}

以上の式を整理すると、
- {\displaystyle Y={\frac {1}{1-\beta }}(G+I)}。

従って政府ないし企業が支出を増加させる事でG+IがXだけ上昇すれば、Yは{\displaystyle {\frac {X}{1-\beta }}}だけ上昇する事になる。すなわち、最初に行われた投資Xの1/(1-β)倍分だけ消費が拡大する。

### 雇用乗数
投資乗数のアイデア以前に、イギリスの経済学者R.F.カーンによって雇用乗数（employment multiplier）が発表されており、これが先述のケインズによる投資乗数の着想へとつながった。最初にある数の雇用増加がなされると、最終的にその数の何倍かの雇用増加につながるとカーンは考えたが、その倍率を雇用乗数という。

### 貯蓄のパラドックス
投資乗数をある国の単年度における国民経済フローの簡単なモデルで考える。
- 限界消費性向（可処分所得が1単位増加したとき、消費が増加する量）=0.9
- 限界貯蓄性向（可処分所得が1単位増加したとき、貯蓄が増加する量）=0.1
- 限界消費性向+限界貯蓄性向=1
- 国民所得:Y=C+I
- 総消費:C=0.9Y
- 総投資:I=10

この式を解くと、Y=100となる。(I=0.1Y)
ここで、企業が先行きへの期待を基にこの年の投資量を2増やし、総投資が12になったとしよう。このはじめの段階では国民所得は同量の2しか増えない。
しかし、この2はやがて家計の所得となり、消費は所得の関数であるため、その所得の90%（C=0.9Y より）の1.8が消費される。その消費1.8は同量の国民所得1.8を増加させ、さらにその90%の消費1.62を拡大させる。
こうして、貯蓄と消費への振り分けが十分に早いペースで最終段階まで進むと仮定した場合、この年における消費量は18増える（=2×0.9+2×0.9^2+2×0.9^3…）。はじめの投資の増加2と合算して所得（総消費）の増加分は20（⊿Y=X/(1-β)、ここでは=2/(1-0.9)）であり、これが追加的な投資に対して最終的に得られる所得の増分（⊿Y=⊿C+G+⊿I）となる。一方で所得のうち消費されなかった分である貯蓄は2（所得に対する限界貯蓄性向は1-βであり総貯蓄の増分⊿S=⊿Y×(1-β)、ここではS=20×(1-0.9)=2)）となる。
このことは、当初の投資によって増加した所得のうち、貯蓄されずに消費された分だけが、それと同量の新たな所得を実現することを示している。つまり、限界貯蓄性向を高めれば高めるほど、それだけ乗数効果が弱まるということになる。たとえば限界貯蓄性向が1であったとすると増加した所得を全く消費せず、全額を貯蓄に回すことを意味している。このとき、新たな所得はまったく生まれないことになる。
この投資乗数の例では、当初の投資の増加分2は、最終的に生じた貯蓄2と一致している。また、かりに限界貯蓄性向の値を高めたとしても、それまで以前よりも乗数が下がって消費と所得が減少するだけであり、最終的な貯蓄は2のままで変化することはない。これは、貯蓄がマクロ的には投資と一致することを意味している。すなわち総投資が変化しない限り、総貯蓄が変化することはない。日常的な感覚(ミクロ)によれば、投資ができる分量は貯蓄された分量に制約されており、貯蓄をすればするほど大きな投資も可能になるように見えるが、マクロ経済では単年度の追加的な投資量によりその年の追加的な貯蓄量が決定されており、このことを貯蓄のパラドックスという。マクロ経済で単年度の貯蓄量を増やそうと当年度の投資量を減らしたとしても、当年度の貯蓄量は減ることになる（参照:合成の誤謬）。

### 貯蓄と投資
モデルでもあらわされるように、総貯蓄の増加分と総投資の増加分は同額になる。これは、現実の経済からすると一見誤りであるように思われる。例えば100円の貯金をしたとしてもタンスにしまえば、銀行へ預金する場合と違って融資もされず、投資に向かわないはずである。
マクロ経済学においては、この貯蓄と投資の因果関係がほぼ逆になる。総投資が存在する場合は、総貯蓄は0にはならない。仮にある年の総貯蓄を0にしようとして所得の全てを消費するような社会（その年の限界貯蓄性向＝0）を考えてみた場合、新規に追加的投資をおこなえば乗数過程により無限に所得と消費を生み出すことになる。
現実にはこのような社会はありえず、これは前提とした条件(限界貯蓄性向＝0)になんらかの論証上の矛盾が含まれていることを意味している。また国民経済フロー式に物価(P)を考慮したより高度な分析によれば、これはその年の名目での国民所得だけが無限に増大しハイパーインフレーションが発生していることとなる。このようにマクロ経済で見た場合はある年の総投資の存在が、その年の総貯蓄の発生理由となる。
たとえばアメリカ経済（世界同時不況以前）は家計による消費、企業・政府の投資意欲は旺盛である。このように総投資に見合った総貯蓄（=Y-C:所得-消費）が存在しない場合、経常収支が赤字となる(貯蓄投資バランスを参照)。ある経済の経常収支の赤字は、黒字である外国経済が、その経済において貯蓄をしていると解釈される。また世界経済の枠組みにおいては、アメリカ経済も一つの国民経済に過ぎず、世界全体で見た総投資と総貯蓄は等しくなる。

### 政府支出との関係
- 政府支出乗数：政府支出における乗数。投資乗数と一致
- 租税乗数：増税における乗数。政府支出乗数×限界消費性向×マイナス1
- 均衡予算乗数：政府支出乗数＋租税乗数

このとき均衡予算乗数はつねに1となる。このことは、たとえば政府支出を1兆円行い、この1兆円を増税で集めたとき、国民所得が1兆円だけ増加することを示している。
- 減税乗数：減税における乗数。租税乗数×マイナス1

政府支出の代わりに減税を選択するものとする。このときに必要となる減税額は「政府支出額×（政府支出乗数÷減税乗数）」と計算される。たとえば政府支出乗数10と仮定した場合、国民所得を100兆円だけ増加させるためには、10兆円の政府支出、もしくは約11兆円の減税が必要となる。ここで減税額のほうが大きくなるのは、政府支出の代わりに減税を選択した場合には、その一部が貯蓄に回ることによる。

## 公共事業と減税の乗数
経済政策として財政政策を発動する際には、必ずと言って良いほど、公共事業を増額すべきか減税を行うべきかという議論が行われてきた。一般的に言えば、日本では公共事業の増額が行われることが多く、米国では減税が行われることが多かったといえるであろう。
日本の財政で、公共事業の増額が志向されることが多かったのは、同じ金額の事業費に対して公共投資の方がGDP(国内総生産）の拡大に与える効果が大きいと考えられたからである。例えば1兆円の公共事業を追加した場合と、1兆円の所得税の減税を行った場合を比較してみよう。

### 公共事業
公共事業費のうちで名目GDPの増加となるのは、用地費を除いた公的固定資本形成の部分である。用地費は平均すると15～20%程度であり、用地費の比率を高めに見積もって20%としても8000億円の公的固定資本形成の増加となる。内閣府経済社会総合研究所の短期日本経済マクロ計量モデルなどの代表的なマクロ計量経済モデルでは、公的固定資本形成の乗数では、1年目1.19、2年目1.69、3年目2.05（名目ベース）。仮に乗数を1.2とすれば名目GDPは9600億円増加することになる。

### 減税
一方所得税を減税した場合には、多くの計量モデルに採用されている消費関数では短期的な限界消費性向は0.6～0.7程度であるため、消費性向を高めに見積もって0.7としても1兆円の減税のうちで実際に消費支出に回る金額は7000億円程度に過ぎない。仮に消費の乗数が公共投資なみの1.2だとしても、名目GDPの拡大幅は8400億円となって、公共事業の増加の9600億円を下回ることになる。また実際の推計では1年目0.29、2年目0.76、3年目1.02（名目ベース）とより小さい。

### 公共事業の問題点
こうした比較の評価にはいくつかの注意が必要である。まず、公的固定資本形成が増加しても民間消費が増加しても同じように名目GDPは増加する。民間消費支出の増加は家計の自主的な選択によって起こるものであるから、必ず家計の効用を高めるという意味で無駄ということはない。公的固定資本形成を全て名目GDPに含めていることは、景気対策などで行われる公共投資が全て意味のあるもので、無駄な支出はないと考えていることになる。しかし現実には無駄だと指摘される公共事業は少なくない。このため公的固定資本形成の増加分と消費の増加分を同等に扱ってよいかどうかは、議論のあるところである。
第二の点は、公共事業の増加のために建設国債を発行しても、所得税の減税のために赤字国債を発行しても、いずれにせよ将来増税によって国債を償還する必要性が発生することになる可能性が高い。景気対策によって恩恵を受ける対象と、増税の負担をする対象とは一般には一致しないという意味で、受益と負担の不公平が必ず発生するが、公共事業の方が受益者が限定されているだけこうした不公平が大きくなる恐れが大きいという点である。

## 効果を相殺する要因
財政政策による乗数効果は、様々な要因によって相殺される。
- 国際的な取引を考えない閉鎖経済では需要の拡大はそのまま国内生産の増加に繋がるが、国際貿易を考慮すると国内需要の増加分の一部は輸入の増加となって海外に流出してしまう。
- 金融政策を伴わない財政政策の発動により、金利の上昇をまねくことがある（クラウディングアウト）。金利上昇が設備投資の抑制要因となるほか、金利上昇は自国為替レートの上昇（日本で言えば円高）を招き、輸入の増加による国内需要の流出、輸出の減少による外国向け需要の低下から乗数効果を打ち消す働きをする。
- 減税や公共事業のために財政赤字が拡大すると、将来の増税を予想して家計が消費を抑制する可能性がある（合理的期待形成学派）。
- 公共投資の財源を追加的な国債の発行や税（増税）によってまかなった場合、効果は大幅に相殺される可能性がある（クラウディングアウト）。ただし、国債の発行や増税により将来にわたる想定可処分所得の割合が低下し、可処分所得に比例する想定貯蓄額が減少し、国民所得全体の貯蓄率（限界貯蓄性向）が低下すれば、乗数効果が高まり、一方で国債の発行や増税により徴収された国庫金を所得再分配や社会保障、公共事業などに支出することで、家計・企業・政府トータルでの支出が高まれば経済規模は拡大する可能性がある。

## 波及効果との区別
乗数効果を扱う場合に、まれに波及効果と混同されている場合がある。経済において、波及効果とは、「風が吹けば桶屋が儲かる」に代表されるように、製品技術的、慣行的、嗜好的につながりのある産業がそれぞれ影響を及ぼしあう状態を指す。乗数効果は、あえて言えばその一種である。
たとえば、自動車生産が増加すると、それを見た鉄鋼業が製鉄所新設を決めたとする。これは波及効果であるが、この段階では乗数効果を発生させているかどうかは分からない。たとえば、製鉄所が新設→建設会社の社員の給料が上がる→社員は自動車の購入を増やす→自動車会社の社員の給料が上がる→社員は住宅を建てる→建設会社の社員の給料が上がる、となれば、これは波及効果のなかで乗数効果が生じている。土木に関わる財政支出が増えることが、建機購入投資につながっても、この局面を切り取って乗数効果とは呼ばない（波及効果と呼ぶ）。
前者と後者の違いは、前者が投資が投資を誘発する現象であるのに対して、後者は、投資が現実の所得になり、所得が消費を通じてさらに所得になるというプロセスである。後者はマクロ的な測定（推計）が可能だが、前者は「何が何に波及効果を及ぼしているか」という因果関係の特定を求める要素があり推計が難しい。「プロ野球チーム優勝の経済効果」や「オリンピック開催の経済効果」「新空港開設による経済効果」などは波及効果の推計である。

## 歴史
乗数効果を根拠として、企業による投資（特に設備投資）は好景気を喚起すると考えられている。政府による投資（公共事業）が景気対策となると考えられているのも乗数効果を根拠としている。
19世紀のイギリスでは、戦争の勃発で軍艦などの建造が盛んになると、直接造船業に関わっていない産業や労働者もそれとなく景気がよくなるという事例が記録に残っており、乗数効果の理論化以前にも、人々がその効果を実感として感じていたことが分かる。現代でも、実際の経済を見てみると、確かにこの乗数効果を観察することができる。
1990年代の日本では、公共事業の乗数効果が低下していたと言われる。公共事業の多くが土地収用（既存資産の取得）に用いられたために純粋な投資の割合が低かったこと、企業の純投資が縮小したことが理由として考えられる。後者については以下のように説明される。総投資は企業のあげる利益と投資額によって決まるが、1990年代の日本企業は投資を大きく差し控えたため、民間部門でのマイナスの乗数効果が働いていた。政府のプラスの効果は確実に存在したが、民間部門によって相当部分が相殺された。とくに、1990年代末期は企業財務の改善から有利子負債の圧縮が重視され、小渕恵三首相による大規模な財政出動はほぼそのまま企業の債務返済によって吸収され、家計に回らなかったため乗数効果の発生に至らなかった。